# Học viện Công nghệ Thông tin Bách Khoa
Chương trình Học viện Công nghệ BKACAD (tên tiếng Anh: BKACAD Academy of Technology - tên viết tắt BKACAD) thuộc Hệ thống BK-Holdings (Đại học Bách Khoa Hà Nội) là đơn vị đào tạo Công nghệ thông tin, Quản trị kinh doanh và Thiết kế đồ họa Quốc tế theo chương trình hợp tác chính thức với các đối tác nước ngoài như tập đoàn Cisco Systems, Microsoft, Sun Microsystems, Prometric, VUE, Pearson Education,...

## Quá trình phát triển

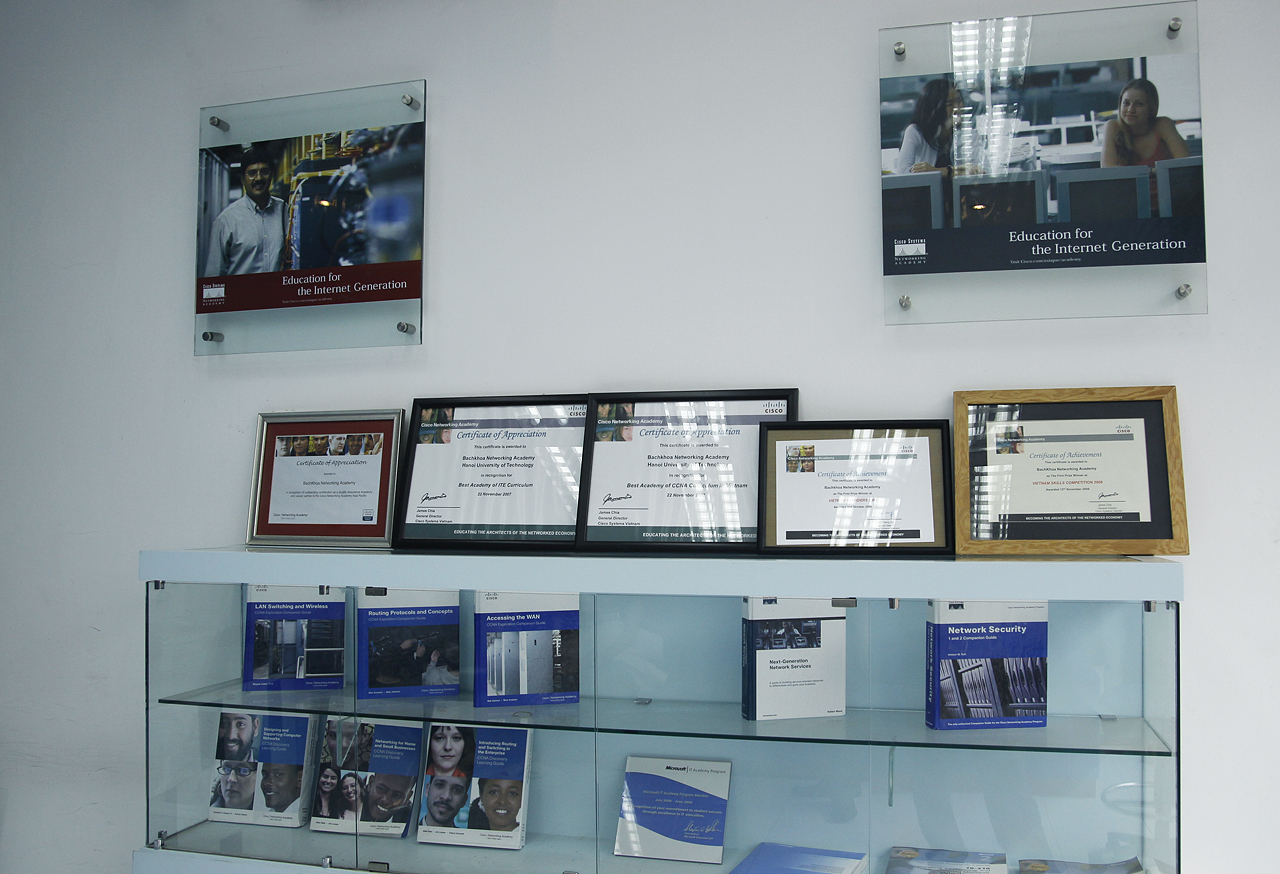
Các giải thưởng đạt được

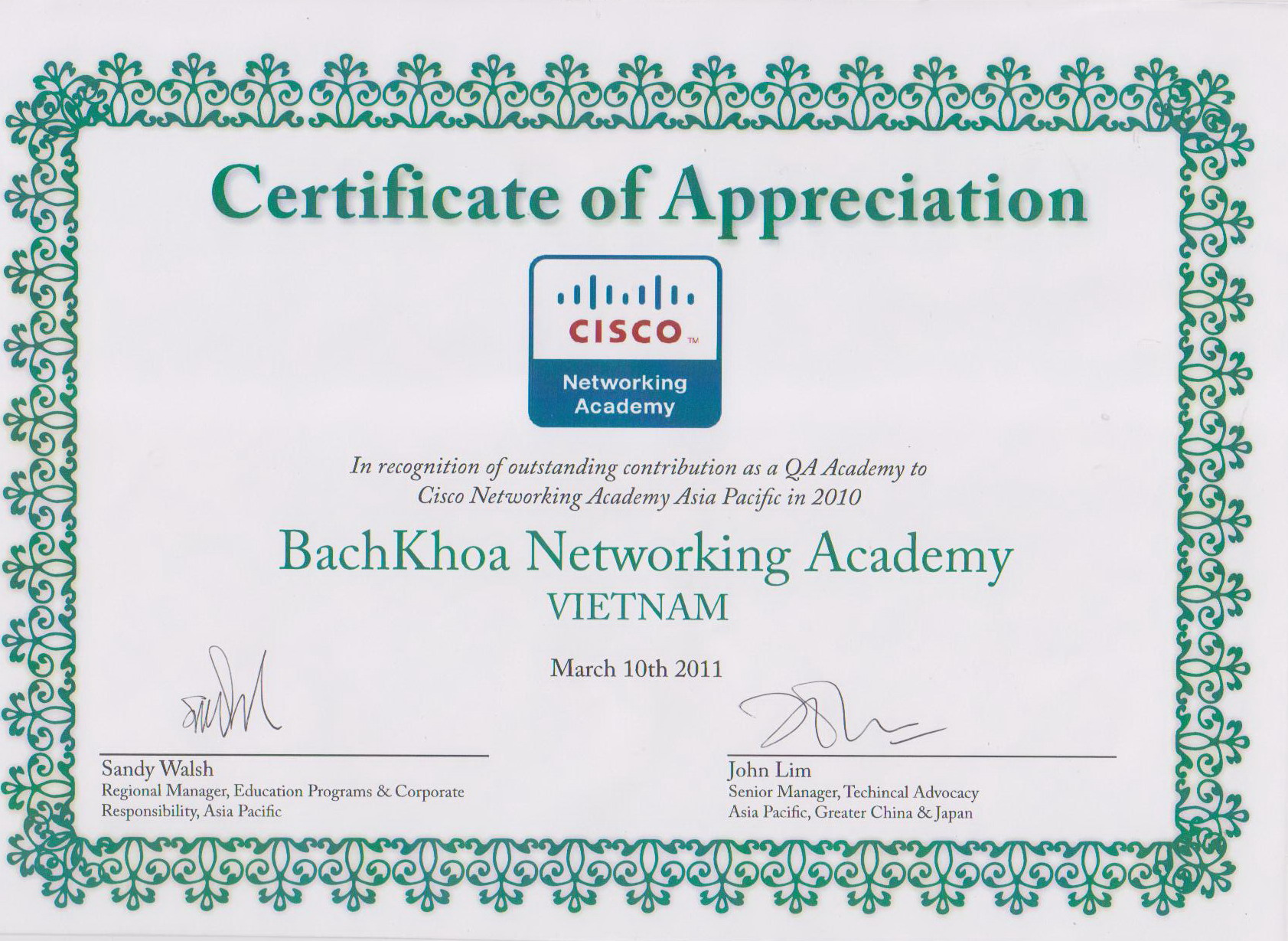
Giấy chứng nhận Học viện mạng Cisco xuất sắc nhất khu vực châu Á Thái Bình Dương

- Tháng 11 năm 2004, Học viện Công nghệ thông tin Bách khoa được thành lập với tên gọi ban đầu là Học viện Mạng Bách khoa (Bachkhoa Networking Academy)
- Tháng 8/2005, chính thức được Cisco Systems chỉ định trở thành Học viện mạng cấp khu vực đầu tiên chịu trách nhiệm quản lý và giám sát chất lượng đào tạo tại Việt Nam.
- Tháng 4/2006, triển khai "Phòng thí nghiệm Nghiên cứu và Phát triển Công nghệ mạng" nằm trong chương trình nghiên cứu chung của Cisco Systems kết hợp cùng các Trường ĐH danh tiếng trên thế giới.
- Tháng 1/2007, trở thành Học viện CNTT của Microsoft triển khai các khóa học liên quan tới hệ thống chứng chỉ của Microsoft
- Tháng 10/2007, vinh dự được Cisco Systems trao tặng giải thưởng: Học viện mạng Cisco đào tạo CCNA và ITE xuất sắc nhất Việt Nam.[1][2]
- Tháng 12/2007, ký kết hợp tác với Pearson VUE và Prometric - các tổ chức giáo dục phi lợi nhuận hàng đầu Hoa Kỳ - tạo điều kiện thuận lợi cho Học viên của Học viện trong việc thi cử và chứng nhận bằng cấp.
- Tháng 2/2009, triển khai Chương trình Hàn lâm khởi nghiệp SUN (SAI - Sun Academic Initative) và trở thành đối tác chính thức về đào tạo và nghiên cứu của Sun Microsystems.
- Tháng 7/2010: Lần đầu tiên đào tạo thành công CCIE tại Việt Nam [3]
- Năm 2008 - 2014: 8 năm liền đoạt giải nhất cuộc thi Kỹ năng mạng Việt Nam do Cisco Systems tổ chức.[4][5][6][7]
- Năm 2010, BKACAD được Cisco System trao giải thưởng Học viện Mạng xuất sắc nhất khu vực châu Á – Thái Bình Dương (APAC)[8]
- Năm 2020, Học viện Công nghệ thông tin Bách Khoa (BKACAD) đổi tên thành Chương trình Học viện Công nghệ BKACAD
- Năm 2021, Được giao đồng quản lý, triển khai Chương trình cấp bằng HND BTEC Level 5 (do Pearson Education cấp) theo quyết định số 4251/QĐ-ĐHBK-TTĐTSDH

## Môi trường đào tạo và cơ hội nghề nghiệp

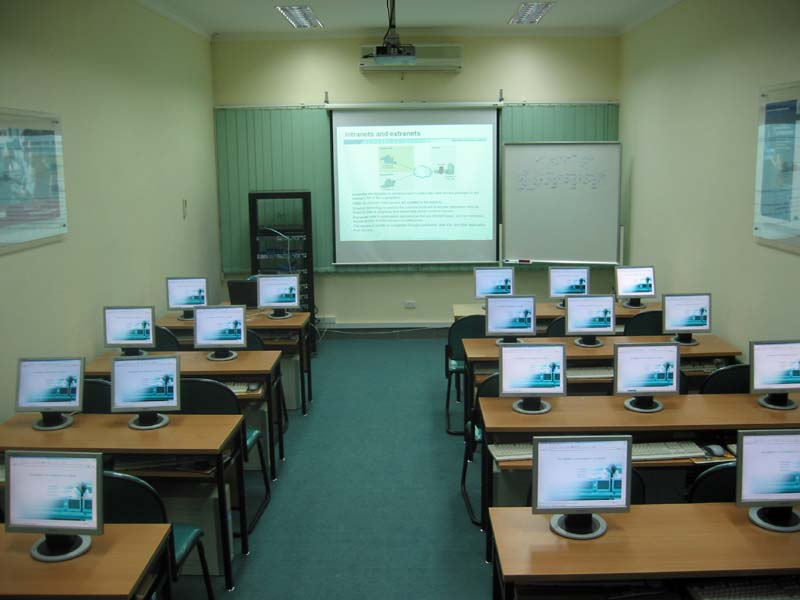
Phòng học đạt tiêu chuẩn tại BKACAD

- Chương trình Học viện Công nghệ BKACAD sở hữu 18 phòng LAB hiện đại với hàng trăm bộ định tuyến, chuyển mạch, máy chủ, máy tính và các thiết bị CNTT khác.
- Mỗi học viên/sinh viên tham gia chương trình học đều được trang bị 1 PC cấu hình mạnh để thực hiện việc học tập, thi cử trực tuyến.
- Phòng học tiêu chuẩn quốc tế với máy chiếu, điều hòa nhiệt độ và hệ thống thiết bị thực hành được trang bị riêng cho từng phòng học để đảm bảo thời lượng thực hành tối đa cho học viên cả trong và ngoài giờ học chính thức.
- Cam kết hỗ trợ và giới thiệu việc làm cho sinh viên/học viên

## Đội ngũ giảng viên
- Có kiến thức chuyên sâu, giàu kinh nghiệm trong giảng dạy, nghiên cứu và tư vấn triển khai.
- Có chứng chỉ giảng viên quốc tế của các hãng Cisco, Micosoft (CCAI, MCT) và các chứng chỉ chuyên gia quốc tế khác như: CCNP, CCIE, MCSE, CCSP, SCJP, SCNA, Pearson BTEC,...

## Phương pháp đào tạo
- Áp dụng mô hình giảng dạy hiện đại, bài giảng có tính tương tác cao.
- Giáo trình bản quyền Quốc tế, phát triển khả năng đọc hiểu tiếng Anh chuyên ngành.
- Hệ thống trực tuyến và máy chủ quốc tế hỗ trợ thi cử và quản lý kết quả học tập.
- Sinh viên học tập toàn thời gian trong các phòng Lab tiêu chuẩn
- Phát triển các kỹ năng mềm cho học viên như khả năng diễn thuyết, làm việc theo nhóm …
- Hỗ trợ thông tin việc làm cho sinh viên thông qua mạng lưới đối tác.
- Sinh viên được học 100% thực hành - thực tiễn hand-on-lab
- Sinh viên được Học viện hỗ trợ thực tập và việc làm

## Bằng cấp & Chứng chỉ
- Chứng chỉ hoàn thành khoá học do Cisco Systems, Microsoft, Sun Microsystems (Hoa Kỳ) cấp tương ứng với các khóa học.
- Chứng nhận hoàn thành khóa học do Học viện cấp.
- Chứng chỉ quốc tế do Cisco Systems, Microsoft và Sun Microsystems cấp có giá trị quốc tế (thi tại trung tâm khảo thí quốc tế VUE hoặc Prometric ngay tại Học viện).
- Bằng Higher National Diploma BTEC Level 5 do Pearson Education trực tiếp cấp cho sinh viên Chương trình BTEC - BKACAD

## Học bổng
- Học bổng thường kỳ cho sinh viên thông qua tài trợ của các doanh nghiệp và đối tác nước ngoài.
- Cấp thẻ giảm giá (voucher) để thi chứng chỉ quốc tế.

## Chương trình đào tạo
- Chương trình đào tạo chuyên ngành Quốc tế cấp bằng HND BTEC Level 5 (Công nghệ thông tin, Quản trị kinh doanh, Thiết kế đồ họa)
- Chuyên viên quản trị mạng quốc tế CCNA, CCNP
- Chuyên viên quản trị hệ thống MCSA/ MCITP, MCSE
- Chuyên viên quản trị hệ thống Solaris (SCSA)
- Lập trình viên Java (SCJP)
- Chuyên gia bảo mật hệ thống mạng - CEHv7 Plus
- Tin học văn phòng - Microsoft Office Specialist